# محوطه گذار ماهی بازان ۰۲۷
محوطه گذار ماهی بازان ۰۲۷ مربوط به دوران‌های تاریخی پس از اسلام است و در شهرستان شوشتر، روستای حاج منعم واقع شده و این اثر در تاریخ ۵ آذر ۱۳۸۰ با شمارهٔ ثبت ۴۲۸۷ به‌عنوان یکی از آثار ملی ایران به ثبت رسیده است.